# Bartholomäus Ziegenbalg
Bartholomäus Ziegenbalg (10. července 1682 Pulsnitz – 23. února 1719 Tarangambadi) byl prvním protestantským misionářem v Indii.
Byl ovlivněn hallským pietismem. Roku 1706 připlul do dánské kolonie Tranquebaru, kde misijně působil. Roku 1710 založil první indickou školu pro dívky. Přeložil část Bible (Nový zákon a část Starého zákona) do tamilštiny.